# Sungai Jalau
Sungai Jalau is een bestuurslaag in het regentschap Kampar van de provincie Riau, Indonesië. Sungai Jalau telt 2717 inwoners (volkstelling 2010).